# 石勒十八骑
石勒十八骑，是五胡十六国时代后赵开国之君石勒活动初期就跟随他的18人的总称。

## 概要
石勒原本是上党郡的羯族壮士、部落头领，但因遭遇饥荒，部落离散，他沦为奴隶被贩卖。不久脱离奴籍，在魏郡武安临水受雇，召集了王阳、夔安、支雄、冀保、吴豫、刘膺、桃豹、逯明八骑为盗，后又得到郭敖、刘徴、刘宝、张曀仆、呼延莫、郭黑略、张越、孔豚、赵鹿、支屈六等十骑，向东到赤龙、骥诸苑中，乘苑马掠取缯宝以贿赂牧帅汲桑，即所谓的“石勒十八骑”。不久，石勒与汲桑勾结反晋，之后作为汉国（后来的前赵）将军转战河北、河南，最终建立了后赵政权，十八骑也多跟随他，支持他的霸业。

## 成员
王阳（生卒年不详）
最先加入的8人之一。
309年被任命为将军，接着成为游击将军。
嘉平年间攻打顿丘，俘获徐光。徐光后为石勒近臣。
319年，石勒即赵王位，与支雄一起领门臣祭酒，处理胡人诉讼。
322年，东晋的祖逖死后，奉石勒的命令驻扎在豫州，窥探入侵的机会。后来晋升为骁骑将军。
326年，世子石弘镇守邺城，统率六夷辅导，教石弘击剑。
支雄（生卒年不详）
最先加入的8人之一。
309年被任命为将军。
312年2月，石勒计划攻打建业，但因饥饿和疫病，大半士兵丧生。晋军接近后，石勒召集诸将研究对策。支雄与孔苌为首的30余将军建议在敌军集结之前进行夜袭，攻城夺取军粮，石勒称赞，赐给了一匹铠马。
7月，石勒欲向北渡河，但被枋头的向冰阻拦。支雄和孔苌一起从文石津使用木筏谨慎地渡河，到达向冰的寨门，得到了30多艘船，让剩下的士兵全部渡河。
12月，与夔安等6将一同攻打王浚手下游纶、张豺所守的苑乡，破其外垒。
315年3月，在廪丘败于刘演。刘演派韩弘、潘良袭击顿丘，支雄追斩潘良。
同年，与逯明一同攻陷宁黑所守的东武阳，迁徙其部众万余人到襄国。后任中垒将军。
319年，石勒即赵王位，与王阳一起领门臣祭酒，处理胡人诉讼。
338年，段部鲜卑的段辽攻打幽州时，他作为龙骧大将军讨伐，进入蓟城，使马鲍、张牧、阳裕投降。
夔安（生年不详—340年）
最先加入的8人之一。
309年，为石勒爪牙、中坚将军。
312年2月，晋军逼近饱受饥饿和疫病折磨的石勒军时，夔安说“应该移动到高处躲避雨水。”因胆小而受到了石勒的斥责。
12月，与7将一起攻破王浚手下游纶、张豺所守的苑乡，破其外垒。后来被任命为左司马。
330年，石勒即位为天王后被任为尚书、侍中、镇军将军。
333年，石弘即位，领尚书左仆射。
334年，石虎即位后被任命为侍中、太尉、守尚书令。
337年，任太保，劝石虎立即称帝。
339年，被任命为征讨大都督，率领5将、步骑7万人侵犯荆州、扬州北边，收降东晋将领黄冲、郑进，掠七千余户而回。
冀保（生卒年不详）
最先加入的8人之一。
吴豫（生卒年不详）
最先加入的8人之一。
309年为将军。
刘膺（生卒年不详）
最先加入的8人之一。
桃豹（生年不详—339年）
最先加入的8人之一。
309年，被任命为将军。313年，石虎攻打邺城，晋将刘演逃亡，获任魏郡太守。319年，石虎与晋将祖逖対峙时率援军将祖逖逼退到淮南。320年，在豫州与祖逖对峙，败逃到东燕。刘曜围攻洛阳时率援军赶赴荥阳。后任豫州刺史。328年，石勒攻打刘曜，在荥阳合兵。
338年，段部鲜卑的段辽攻打幽州，被任命为横海将军，率领水军讨伐。
逯明（生年不详—345年）
最先加入的8人之一。广平郡人。
309年被任命为将军。
315年3月，在潞城击败晋将刘琨所派讨伐山胡的司马温峤。
4月，在茌平击败宁黑迫其投降，继续进军连克东燕、酸枣，将2万余户带回襄国而班师。
宁黑再叛石勒，支雄与逯明一起攻陷宁黑把守的东武阳。宁黑投河自杀，支雄等将东武阳的1万多人迁回襄国。后为中垒将军。
后为金紫光禄大夫，因严厉劝谏石虎征发分配民间女子的暴行，被杀。
郭敖（生年不详—334年）
后来加入的10人之一。
任左长史。328年，刘曜包围洛阳时，劝阻石勒亲自前去救援，招致了石勒的愤怒。330年，石勒自称天王时，改任尚书左仆射。
334年，长安人陈良夫和北羌王薄句大等人侵扰北地郡、冯翊郡。石虎让石斌、石韬、郭敖等人率领步骑四万打败薄句大。薄句大逃奔马兰山。郭敖追击失败，军队死了十之七八。石虎派使者诛杀郭敖。
刘徴（生卒年不详）
后来加入的10人之一。
任青州刺史。
323年，石虎灭曹嶷，平定青州，欲尽杀其众，因刘徴进谏而止。留下男女七百口给刘徴镇守广固。
330年，入侵南沙，杀害东晋南沙都尉许儒。
教石弘兵书。
刘宝（生卒年不详）
后来加入的10人之一。
張曀僕（生卒年不详）
后来加入的10人之一。
呼延莫（生卒年不详）
后来加入的10人之一。
309年被任命为将军。
郭黑略（生卒年不详）
后来加入的10人之一。
312年，他在葛陂驻扎时，被佛图澄授五戒，成为其弟子。从佛图澄那里得知军事的吉凶，并报告给了石勒。因石勒生疑，向石勒说出了佛图澄的存在，以此为契机令两人相见。
张越（生年不详—316年）
后来加入的10人之一。
出身上党郡武乡县，与石勒同乡。是石勒的姐夫，被任命为广威将军。
316年12月，张越与诸将兴致勃勃地赌博，石勒在一旁看。张越戏言忤逆石勒，石勒大怒，叫了力士折断张越的小腿骨将其杀害。
孔豚（生卒年不详）
后来加入的10人之一。和石勒亲信孔苌或为一人或同族。
趙鹿（生年不详—351年）
后来加入的10人之一。也记载为赵庶。
石鉴年间太宰，冉闵幽禁石鉴，逃奔襄国投靠石祗。讨伐冉闵失败后，与石祗一同被叛将刘显所杀。
支屈六（生卒年不详）
后来加入的10人之一。也记载为张屈六。
任左司马。
319年，与石虎、张敬、张宾、程遐等文武百官129人一起劝石勒上尊号。石勒接受，称赵王。

## 评价
小野响《石勒十八骑考——面向后赵政权的基础理解》指出十八骑虽为合称，但并非集团，在石弘与石虎的权力斗争中，他们就没有站在同一立场，所有人与石勒、石虎的关系都是以个人为单位，有的人得到石虎的重用，而逯明则遭到石虎诛杀。后赵没有明确的文武分工，石勒和石虎对众臣的期待也不同，所以逯明由石勒时期的将军转型为石虎时期的近臣、郭敖由石勒时期的尚书左仆射转型为石虎时期的将军。
十八骑胡汉皆有，故小野响不认同雷家骥《后赵文化适应及其两制统治》十八骑是杂胡组合的观点。